# Sán lá phổi
Sán lá phổi (Danh pháp khoa học: Paragonimus) là một chi sán ký sinh (sán lải) khi xâm nhập thông thường tấn công vùng phổi nhưng cũng có thể xâm nhập và làm tổn thương màng não, gây đau đầu dữ dội, làm teo dây thần kinh mắt, liệt nhẹ tay chân hoặc rối loạn tâm thần. 

## Vật chủ
Sán lá phổi là một bệnh mà con người và nhiều loài động vật khác như chó, mèo, lợn, hổ, báo, chó sói, cáo, chồn, chuột... có thể bị nhiễm. Người có thể bị nhiễm sán lá phổi và tuổi thọ của sán ký sinh trong người kéo dài từ 6 - 16 năm. Tác nhân truyền bệnh còn là cua đá, một khảo sát ở một địa điểm ở Việt Nam cho thấy có hơn 90% số mẫu cua đá có ấu trùng sán lá phổi, 100% người có tiền sử ăn cua đá nướng nhiễm sán lá phổi. Số người bị nhiễm sán lá phổi từ cua đá được phát hiện nhiều.

## Ký sinh
Phổi là nơi sán thường ký sinh nhưng cũng có trường hợp sán ký sinh ở dưới da, màng bụng, màng phổi, gan, ruột, tinh hoàn, não... Nếu sán ký sinh ở não, bệnh nhân thường có những cơn động kinh. Sán trưởng thành đẻ trứng ở những phế quản, trứng sán được tống xuất ra ngoài theo đờm do bệnh nhân khạc nhổ ra môi trường xung quanh và tiếp tục phát triển ở các vật chủ trung gian truyền bệnh là ốc, cua, tôm. Trứng sán sau một thời gian ở dưới nước, thường là 16 ngày (mùa nóng) và 60 ngày (mùa lạnh) sẽ phát triển thành ấu trùng lông. Ấu trùng lông sau khi ra khỏi trứng tìm đến những loại ốc để ký sinh.
Sau khi xâm nhập vào ốc, ấu trùng lông phát triển thành bào ấu rồi trở thành những ấu trùng đuôi. Ấu trùng đuôi có một bộ phận nhọn ở phía đầu và có thể bơi trong nước để tìm đến ký sinh ở những loại cua và tôm nước ngọt là vật chủ trung gian thứ hai của sán lá phổi. Ở cua, tôm, ấu trùng sán lá phổi ký sinh dưới dạng nang trùng ở cơ ngực. Sau thời gian từ 45-54 ngày xâm nhập vào cua, tôm, nang trùng có thể có khả năng gây nhiễm bệnh cho con người. Nếu người ăn phải cua, tôm nướng, chưa được nấu chín, có nang trùng sán lá phổi, nang trùng sán lá phổi sẽ tới ruột non, chui qua ống tiêu hóa tới xoang bụng, ở lại xoang bụng khoảng 30 ngày và sau đó đi xuyên qua màng phổi từng đôi một, phát triển lớn lên thành sán trưởng thành ký sinh ở phổi.